# Karol Rathaus
Karol Leonard Bruno Rathaus (ur. 16 września 1895 w Tarnopolu, zm. 21 listopada 1954 w Nowym Jorku) – polski kompozytor, pianista i pedagog żydowskiego pochodzenia.

## Życiorys
Studiował od roku 1913 kompozycję u Franza Schrekera w Wiedniu i wraz z nim przeniósł się do Berlina, by kontynuować studia. Równocześnie studiował historię na Uniwersytecie Wiedeńskim, kończąc 1922 w stopniu doktora. Studia musiał przerwać w roku akademickim 1918/1919 ze względu na służbę wojskową w armii austro-węgierskiej. Po ukończeniu studiów pozostał w Berlinie, gdzie w latach 1921–1932 wykładał kompozycję i teorię muzyki w Hochschule für Musik. 
W latach 1932–1934 przebywał w Paryżu, w 1934–1938 w Londynie (1934-1938), ostatecznie w 1938 wyemigrował do Stanów Zjednoczonych i zamieszkał w Los Angeles. W 1940 przeniósł się do Nowego Jorku, gdzie w latach 1940-1954 był wykładowcą w nowojorskim Queens College.
Był aktywnym członkiem amerykańskich organizacji muzycznych, takich jak ISCM, American League of Composers from Austria, Amerykańskie Stowarzyszenie Kompozytorów, Autorów i Wydawców; pełnił funkcję honorowego wiceprezydenta Jewish Music World Center, działał w organizacjach polonijnych (m.in. Komitecie Muzycznym Instytutu Kultury).

## Twórczość
Jego wczesne kompozycje były bliskie ekspresjonizmowi postromantycznemu i częściowo nawiązywały do dodekafonii. W późniejszym okresie tworzył muzykę „bardziej przystępną”, wpisaną w nurt neoklasycystyczny. Pisał też muzykę do pierwszych niemieckich filmów dźwiękowych, m.in. do filmu Der Mörder Dimitri Karamasoff (1931) w reż. Fedora Ozepa, czym zdobył popularność i uznanie jako kompozytor tego gatunku muzyki. W III Rzeszy jego utwory zostały zaliczone do sztuki zdegenerowanej.

## Wybrane kompozycje
(na podstawie materiałów źródłowych)
- I Sonata fortepianowa c-moll op. 2
- I Symfonia na orkiestrę op. 5
- II Symfonia na orkiestrę op. 7 (prawykonanie 1924 Frankfurt)
- II Sonata fortepianowa op. 8
- I Sonata na skrzypce i fortepian op. 14
- Cztery utwory taneczne na orkiestrę op. 15
- Pastorale i taniec op. 17 na chór mieszany a capella
- Ostatni Pierrot op. 19, balet w jednym akcie
- Sonata na klarnet i fortepian op. 21
- Uwertura op. 22
- Mała serenada na 4 instrumenty dęte i fortepian op. 23
- Trzy mazurki na fortepian op. 24
- Obca Ziemia op. 25, opera w 4 aktach
- Pieśn i fuga na chór mieszany i orkiestrę kameralną op. 26
- Suita na skrzypce i orkiestrę kameralną op. 27
- Suita na orkiestrę op. 29
- Preludium i toccata na organy op. 32
- Trzy pieśni do słów Calderóna op. 34
- Serenada na orkiestrę op. 35
- Tryptyk kontrapunktowy op. 37
- Cztery etiudy na fortepian op. 38
- Pastorale i taniec na skrzypce i fortepian op. 39
- II Sonata na skrzypce i fortepian op. 43
- Nokturn na orkiestrę “Sen Jakuba” op. 44
- Koncert fortepianowy op. 45
- Trzy studia na fortepian op. 46
- III Symfonia na orkiestrę op. 50
- Krajobraz w sześciu kolorach na fortepian op. 51
- Polonez symfoniczny op. 52
- Trio na skrzypce, klarnet i fortepian op. 53
- Psalm XXIII op. 54
- Wizja dramatyczna na orkiestrę op. 55
- IV Kwartet smyczkowy op. 60
- V Kwartet smyczkowy op. 71